# Лоповцы
Лоповцы — деревня в Новоторъяльском районе Республики Марий Эл России. Входит в состав Пектубаевского сельского поселения.

## География
Деревня находится в северо-восточной части республики, в зоне хвойно-широколиственных лесов, на левом берегу реки Нурмы, на расстоянии примерно 23 километров (по прямой) к западу от посёлка городского типа Новый Торъял, административного центра района. Абсолютная высота — 133 метра над уровнем моря.

### Климат
Климат характеризуется как умеренно континентальный, с умеренно холодной снежной зимой и относительно тёплым летом. Среднегодовая температура воздуха — 2,3 °С. Средняя температура воздуха самого тёплого месяца (июля) — 18,3 °C (абсолютный максимум — 38 °C); самого холодного (января) — −13,9 °C (абсолютный минимум — −48 °C). Вегетационный период длится 125 дней. Продолжительность периода с устойчивыми морозами — в среднем 127 дней. Среднегодовое количество атмосферных осадков составляет 476 мм, из которых около 385 мм выпадает в период с апреля по октябрь.

### Часовой пояс
Деревня Лоповцы, как и вся Марий Эл, находится в часовой зоне МСК (московское время). Смещение применяемого времени относительно UTC составляет +3:00.

## Население
| 2010 |
| ---- |
| 0    |

### Национальный состав
Согласно результатам переписи 2002 года, в национальной структуре населения русские составляли 100 % из 5 чел.

## Известные уроженцы
- Загайнов Евгений Аркадьевич (1933—2008) — советский и российский государственный деятель и деятель здравоохранения. Заведующий отделением грудной и сосудистой хирургии Республиканской больницы Марийской АССР (1977―1997), главный врач Министерства здравоохранения Марийской АССР (1978―2008), кандидат медицинских наук. Заслуженный врач РСФСР (1986), заслуженный врач Марийской АССР (1977). Лауреат Государственной премии Республики Марий Эл (1999). Народный депутат СССР от Марийской АССР (1989–1991). Член КПСС.
- Загайнов Леонид Иванович (род. 1925) — советский учёный-юрист. Старший, ведущий научный сотрудник Института государства и права АН СССР (1970―1991), доктор юридических наук (1978). Заслуженный юрист РСФСР (1986). Участник Великой Отечественной войны. Член ВКП(б).